# Приворотень складчастий
{{#ifeq:0|0|{{#if:|{{#if:Alchemillaplicata|[[]}}|}}}}
Приворотень складчастий (Alchemilla plicata) — вид трав'янистих рослин родини трояндових (Rosaceae), поширений у Європі.

## Поширення
Поширений у Європі (у т.ч. Україні).
В Україні вид росте на Прикарпатті — на гірських луках, рідко.